# Гуго Руанский
Гуго Руанский (святой Гуго Шампанский; фр. Hugues de Rouen; умер 9 апреля 730, аббатство Жюмьеж) — епископ Парижа и Руана, аббат Сен-Дени.

## Биография
Гуго — сын Дрого Шампанского и Адальтруды, внук Пипина Геристальского и племянник Карла Мартела. В 713 или 715 году стал священником.
После победы Карла Мартела над Рагенфредом получил от дяди аббатства Фонтенель, Жюмьеж и освободившиеся епископские кафедры в Руане и Париже. Новый майордом повсюду старался сменить ставленников отца своими людьми, и в широких масштабах практиковал совмещение светских и церковных должностей.
В 723 году братья Гуго Арнульф Шампанский и Годфред были отправлены в тюрьму по обвинению в заговоре, но на самого Гуго опала не распространилась. В награду за верность Карл Мартел вдобавок к имевшимся бенефициям передал ему аббатство Сен-Дени и епископства Байё, Лизьё и Авранш.